# Саллис, Питер
Питер Джон Саллис (англ. Peter John Sallis; 1 февраля 1921[…], Твикнем, Большой Лондон — 2 июня 2017[…], Denville Hall, Большой Лондон) — британский актёр, известный своими работами на телевидении.
Он был голосом Уоллеса в фильмах про Уоллеса и Громита, получивших премию Оскар, и изображал Нормана «Клегги» Клегга в «Последнем из летнего вина» с момента его создания в 1973 году до финального эпизода в 2010 году, что сделало его единственным актёром, который появился во всех 295 фильмах. Кроме того, он сыграл отца Нормана Клегга в сериале-приквеле «Первое летнее вино». Хотя Саллис родился и вырос в Лондоне, персонажи Уоллеса и Клегга были северянами.
Среди его телевизионных работ, Саллис появлялся в фильмах: «Опасный человек», «Мстители», «Доктор Кто» («Ледяные воины»), «Убеждающие!» и «Призраки Мотли Холла». Появления Саллиса в фильмах включают фильмы ужасов Hammer «Проклятие оборотня» (1961) и «Вкус крови Дракулы» (1970).

## Ранние годы
Питер Джон Саллис родился 1 февраля 1921 года в Твикенхэме, Миддлсекс, единственный ребёнок Дороти Амеи Фрэнсис (урождённая Барнард; 1891—1975) и Гарри Саллиса (1889—1964), управляющего банком. После окончания гимназии Минхенден в Саутгейте, Северный Лондон, Саллис стал работать в банке, занимаясь транспортными операциями.
Затем он стал радиомехаником, а также преподавал процедуры радиосвязи в RAF Cranwell.

## Ранняя карьера

### Театральные работы
Саллис начал свою карьеру в качестве актёра-любителя в течение четырёх лет службы в Королевских ВВС, когда один из его студентов предложил ему главную роль в любительской постановке «Сенной лихорадки» Ноэля Кауарда. После успеха в этой роли, он решил стать актёром после войны, выиграв стипендию Корда и пройдя обучение в Королевской академии драматического искусства. Он совершил своё первое профессиональное появление на лондонской сцене в сентябре 1946 года в прогулочной[что?] партии в "«Коварном лейтенанте» Ричарда Бринсли Шеридана (1775).
Затем Саллис провёл три года в репертуарном театре, прежде чем в 1949 году сыграл свою роль со словами на лондонской сцене. Другие роли последовали в 1950-х и 1960-х годах, включая постановку Орсона Уэллса 1955 года «Моби Дик — репетиция». В своей автобиографии «Fading in the Limelight» Саллис рассказывает о более поздней встрече с Уэллсом, когда он получил загадочный телефонный звонок и вызвал его на заброшенный вокзал Орсэ в Париже, где Уэллс объявил, что хочет, чтобы он дублировал венгерских бит-плееров в своей экранизации. «Процесс» Франца Кафки (1962). Саллис писал, что «этот эпизод был, если можно так выразиться, в стиле Кафки». Позже он участвовал в первой постановке «Кабаре» в Вест-Энде в 1968 году вместе с Джуди Денч.
Саллис появилась в мюзикле She Loves Me, спродюсированном Хэлом Принсом в 1963 году. Хотя это и не имело успеха, в следующем году он дебютировал на Бродвее. Принс был продюсером мюзикла по мотивам произведения Артура Конан Дойла о Шерлоке Холмсе под названием «Бейкер-стрит». Принц попросил Саллис взять на себя роль доктора Ватсона в «Шерлоке Холмсе» Фрица Уивера. Шоу шло шесть месяцев на Бродвее. Незадолго до того, как Бейкер-стрит закончилась, ему предложили роль Уолли в «Недопустимых доказательствах» Джона Осборна, которую сыграл Артур Лоу в Лондоне, а Никол Уильямсон исполнил главную роль. Производство было затруднено из-за того, что Уильямсон ударил продюсера Дэвида Меррика бутылкой и ушёл, прежде чем его уговорили продолжить. Шоу имело небольшой успех и шло в течение шести месяцев в Нью-Йорке, открываясь в театре Беласко, а затем перейдя в театр Шуберта. Саллис повторил свою роль в экранизации 1968 года.

### Телевидение и фильмы
Первой расширенной телевизионной ролью Саллиса была роль Сэмюэля Пеписа в одноимённом сериале BBC в 1958 году. Он появился в фильме «Опасный человек» в эпизоде «Найди и уничтожь» (1960—1963), сыграл Армана Лашома в сериале «Мегре» (1961) в роли Гордона. Он появился в эпизоде BBC «Доктор Кто» «Ледяные воины» (1967), сыграв учёного-ренегата Элрика Пенли; а в 1983 году должен был сыграть роль Страйкера в другом сериале Доктора Кто, «Просвещение», но был вынужден сняться и был заменён Китом Бэрроном.
Он появился в роли школьного учителя мистера Гладстона в эпизоде первой серии Catweazle в 1970 году. Он был задействован в комедийном сериале BBC «Стервятники культуры» (1970), в котором он играл надутого профессора Джорджа Хоббса в роли непринуждённого мошенника доктора Майкла Каннингема Лесли Филлипса. Во время съёмок, Филлипс был доставлен в больницу с внутренним кровотечением, в результате чего было снято всего пять серий.
Саллис сыграл вместе с Роджером Муром и Тони Кёртисом в эпизоде сериала «„Убеждающие!“ („Долгое прощание“, 1971). Он появлялся во многих британских фильмах 1960-х и 1970-х годов, включая „В субботу вечером“ и „Воскресное утро“» (1960), «Влюблённый доктор» (1960), «»Проклятие оборотня"" (1961), "«Вип-персоны» (1963), «Пузырьки Чарли» (1967), «Кричи и кричи снова» (1969), «Попробуй кровь Дракулы», «Грозовой перевал» (1970), «Невероятная Сара» (1976) и «Кто убивает великих поваров Европы?» (1978). Кроме того, в 1968 году он был выбран на роль благочинного Кокера (тж.: Коукер) в постановке BBC Radio «День триффидов» Джона Уиндема.
Он сыграл священника в телевизионном фильме «Франкенштейн: Правдивая история» (1973), а в следующем году он сыграл мистера Бонтина в исторической драме BBC «Паллисеры».

## Более поздняя карьера
Саллис снялся в пилотной серии Comedy Playhouse, ставшей первым эпизодом сериала «Последнее из летнего вина» (ретроспективно названного «О похоронах и рыбе», 1973), в роли ненавязчивого любителя спокойной жизни Нормана Клегга. Пилотный проект был успешным, и BBC заказала сериал. Саллис уже работал на сцене с Майклом Бейтсом, сыгравшим неофициального главаря Блэмайра в первых двух сериях. Саллис играл роль Клегга с 1973 по 2010 год и был единственным представителем актёрского состава, который появлялся в каждом эпизоде. Он также появился в 1988 году в роли отца Клегга в фильме «Первый из летнего вина», приквеле к «Последнему из летнего вина», действие которого происходит в 1939 году.
Он появился в детском сериале «Призраки Пёстрого зала» (1976—1878), в котором он сыграл Арнольда Гаджина, агента по недвижимости, который не хотел, чтобы зал попал в чужие руки, и он сыграл Родни Глосса в сериале BBC «Самое английское убийство» (1977). В тот же период он снялся вместе с комическим актёром-северянином Дэвидом Ропером в ситкоме ITV «Оставь это Чарли» в роли босса-пессимиста Чарли. Проект состоял из четырёх серий, он закончился в 1980 году. Саллис также сыграл роль охотника за привидениями Милтона Гёста в детском драматическом сериале о паранормальных явлениях «Тайна дома Клифтон» (1978).
Саллис был рассказчиком в Rocky Hollow (1983), шоу, созданном Bumper Films, которое позже продюсировало Fireman Sam, и дублировал Яна Кармайкла в роли голоса Мистера Рэтти в британском телесериале «Ветер в ивах» (The Wind in the Willows) (1984—1989) по книге Кеннета Грэма и производства Cosgrove Hall Films. Вместе с ним были Майкл Хордерн в роли Барсука, Дэвид Джейсон в роли Жабы и Ричард Пирсон в роли Крота. Сериал был анимирован в покадровой анимации, предвосхищая его работу с Aardman Animations. Также в 1983 году он сыграл главного героя Джима Блоггса вместе с Брендой Брюс в роли Хильды в адаптации BBC Radio 4 романа Рэймонда Бриггса «Когда дует ветер». Саллис появился в последнем эпизоде Rumpole of the Bailey (1992), а позже он снялся вместе с Брендой Блетин, Кевином Уэйтли и Анной Мэсси в одноактовой драме ITV1 «Принадлежность» (2004).
Саллис также рассказал несколько историй из детского телесериала «Почтальон Пэт» для аудиокассет, когда в то время не было оригинального актёра озвучивания Кена Барри, а также озвучил Хьюго в мультсериале «Виктор и Хьюго: Банглеры в преступлении» (заменив коллегу по фильму «Ветер в ивах» Дэвида Джейсона, который был обычным голосом Хьюго, хотя голос Хьюго Джейсона всё ещё можно услышать во вступительной и заключительной тематических песнях) также на аудиокассетах.
В 1983 году, будучи студентом, аниматор Ник Парк написал Саллису письмо с просьбой озвучить своего персонажа Уоллеса, эксцентричного изобретателя. Саллис согласился сделать это, пожертвовав 50 фунтов стерлингов своей любимой благотворительной организации. В конце концов, работа была выпущена в 1989 году, а фильм «Уоллес и Громит: Великий выходной» от Aardman Animations получил премию BAFTA. Саллис повторил свою роль в фильмах, удостоенных премий «Оскар» и BAFTA: «Невероятные приключения Уоллеса и Громита: Неправильные штаны» в 1993 году и «Невероятные приключения Уоллеса и Громита: Стрижка «под ноль»» в 1995 году.
Хотя персонажи были временно уволены в 1996 году, Саллис вернулся к озвучиванию Уоллеса в нескольких короткометражных фильмах и в оскароносном фильме 2005 года «Уоллес и Громит: Проклятие кролика-оборотня», за который он получил премию Энни за лучшую озвучку. в производстве анимационных фильмов. В 2008 году Саллис озвучил новое приключение Уоллеса и Громита «Невероятные приключения Уоллеса и Громита: Дело о хлебе и смерти». После «Проклятия кролика-оборотня» зрение Саллиса стало ухудшаться в результате дегенерации жёлтого пятна, для продолжения работы он использовал говорящую[что?] портативную пишущую машинку со специально подсвеченным сканером. Его последняя роль Уоллеса была в 2010 году в фильме Уоллеса и Громита «Мир изобретений». Затем Саллис вышел на пенсию из-за плохого состояния здоровья, и эту роль взял на себя Бен Уайтхед.

## Автобиография
В 2006 году Саллис опубликовал автобиографию под названием Fading in the Limelight; она была переиздана в 2014 году под названием «Летнее вино и другие истории: моя автобиография». Помимо своих 36 лет в «Последнем из летнего вина», Саллис также рассказал о ранней эре своих отношений с создателем Уоллеса и Громита Ником Парком, когда на завершение «Невероятные приключения Уоллеса и Громита: Пикник на Луне» («A Grand Day Out») ушло шесть лет. Он сказал, что его работа в роли Уоллеса «подняла его репутацию на несколько ступеней в глазах общественности».

## Личная жизнь
Саллис женился на актрисе Элейн Ашер; церемония бракосочетания прошла в церкви Св. Иоанна Вуда в Лондоне 9 февраля 1957 года. Однако, это были бурные отношения: Ашер покидала его шестнадцать раз, прежде чем они развелись в 1965 году по причине дезертирства[что?] и супружеской неверности. Они помирились в 1983 году и продолжали жить вместе до 1999 года. Саллис оставался близок с Ашер до самой её смерти в 2014 году. У них был один сын, Тимоти Криспиан, который стал художником по декорациям и был номинирован на «Оскар».
Саллис страдал дегенерацией жёлтого пятна и в 2005 году записал обращение на BBC Radio 4 от имени «Общества макулы», покровителем которого он был. Он также записал от имени общества телеобращение, которое транслировалось на BBC One 8 марта 2009 года. После того, как ему поставили диагноз болезни, Аардман снял для общества короткометражный анимационный фильм.
Саллис был награждён Орденом Британской империи в честь Дня рождения 2007 года за заслуги перед драмой. 17 мая 2009 года он появился на BBC Radio 4 в программе «Диски необитаемого острова», выбрав Симфонию № 5 ми-бемоль мажор Сибелиуса в качестве своей любимой.

## Смерть
Саллис умер в Денвилл-холле, доме престарелых профессиональных актёров, в Нортвуде, Лондон, 2 июня 2017 года. Ему было 96 лет. Он был похоронен рядом с актёром «Последнее из летнего вина» Биллом Оуэном на кладбище приходской церкви Святого Иоанна в Аппертонге, недалеко от города Холмферт в Йоркшире, дома «Последнего из летнего вина».

## Фильмография

### Кинематограф
| Year | Title                                           | Role                                      | Notes                                                             |
| ---- | ----------------------------------------------- | ----------------------------------------- | ----------------------------------------------------------------- |
| 1954 | Child’s Play                                    | Bill                                      | Filmed in 1952                                                    |
| 1954 | Stranger from Venus                             | Soldier                                   | Uncredited                                                        |
| 1956 | Anastasia                                       | Grischa                                   | Uncredited                                                        |
| 1958 | The Doctor’s Dilemma                            | Secretary at Picture Gallery (Mr. Denby)  |                                                                   |
| 1959 | The Scapegoat                                   | Customs Official                          |                                                                   |
| 1960 | Doctor in Love                                  | Love-Struck Patient                       | Uncredited                                                        |
| 1960 | Saturday Night and Sunday Morning               | Man in Suit                               | Uncredited                                                        |
| 1961 | No Love for Johnnie                             | M.P.                                      |                                                                   |
| 1961 | The Curse of the Werewolf                       | Don Enrique                               |                                                                   |
| 1962 | I Thank a Fool                                  | Sleazy Doctor                             |                                                                   |
| 1963 | The V.I.P.s                                     | Doctor                                    |                                                                   |
| 1963 | The Mouse on the Moon                           | Russian Delegate                          |                                                                   |
| 1964 | The Third Secret                                | Lawrence Jacks                            |                                                                   |
| 1964 | Clash by Night                                  | Victor Lush                               |                                                                   |
| 1965 | Rapture                                         | Armand                                    |                                                                   |
| 1967 | Charlie Bubbles                                 | Solicitor                                 |                                                                   |
| 1968 | Inadmissible Evidence                           | Hudson                                    |                                                                   |
| 1970 | The Reckoning                                   | Keresley                                  | Uncredited                                                        |
| 1970 | Scream and Scream Again                         | Schweitz                                  |                                                                   |
| 1970 | Taste the Blood of Dracula                      | Samuel Paxton                             |                                                                   |
| 1970 | My Lover, My Son                                | Sir Sidney Brent                          |                                                                   |
| 1970 | Wuthering Heights                               | Mr. Shielders                             |                                                                   |
| 1971 | The Night Digger                                | Reverend Rupert Palafox                   |                                                                   |
| 1976 | The Incredible Sarah                            | Thierry                                   |                                                                   |
| 1977 | Full Circle                                     | Jeffrey Branscombe                        |                                                                   |
| 1978 | Who Is Killing the Great Chefs of Europe?       | St. Claire                                |                                                                   |
| 1982 | Witness for the Prosecution                     | Carter                                    |                                                                   |
| 1983 | ’’ Rocky Hollow’’                               | Narrator                                  |                                                                   |
| 1986 | A Dangerous Kind of Love                        | Mr. Walker                                |                                                                   |
| 1989 | A Grand Day Out                                 | Wallace                                   | Voice                                                             |
| 1993 | The Wrong Trousers                              | Wallace                                   | Voice                                                             |
| 1995 | A Close Shave                                   | Wallace                                   | Voice                                                             |
| 2001 | Hotel                                           | Radio Voice of Little Ashford Flying Club | Uncredited                                                        |
| 2001 | The Incredible Adventures of Wallace and Gromit | Wallace                                   | Voice                                                             |
| 2002 | Wallace and Gromit’s Cracking Contraptions      | Wallace                                   | Voice                                                             |
| 2004 | Belonging                                       | Nathan                                    |                                                                   |
| 2005 | Wallace & Gromit: The Curse of the Were-Rabbit  | Wallace, Hutch                            | Voice, Won — Annie Award for Voice Acting in a Feature Production |
| 2005 | Colour Me Kubrick                               | The Second Patient                        | Cameo                                                             |
| 2008 | A Matter of Loaf and Death                      | Wallace                                   | Voice (Final film role)                                           |

### Телевидение
| Year      | Title                                   | Role                    | Notes                              |
| --------- | --------------------------------------- | ----------------------- | ---------------------------------- |
| 1958      | The Diary of Samuel Pepys               | Samuel Pepys            |                                    |
| 1959      | The Invisible Man                       | Nesib                   | Episode: «Crisis in the Desert»    |
| 1960-1973 | Armchair Theatre                        | Various roles           |                                    |
| 1961      | Опасный человек                         | John Gordon             | Episode: «Find and Destroy»        |
| 1961      | A Chance of Thunder                     | Howard                  | 3 episodes                         |
| 1962      | Maigret                                 | Armand Lachaume         | Episode: «The Reluctant Witnesses» |
| 1964      | Мстители                                | Hal Anderson            | Episode: «The Wringer»             |
| 1964      | The Sullavan Brothers                   | Kenneth K. Hirst        | 1 episode                          |
| 1967      | Доктор Кто                              | Penley                  | 1 serial: Ледяные воины            |
| 1970      | Catweazle                               | Stuffy Gladstone        |                                    |
| 1970      | The Culture Vultures                    | Professor George Hobbes |                                    |
| 1971      | Сыщики-любители экстра-класса           | David Piper             |                                    |
| 1971      | Public Eye                              | Eddie Meadows           |                                    |
| 1972      | Callan                                  | Routledge               |                                    |
| 1972      | The Moonstone                           | Mr. Bruff               |                                    |
| 1973-2010 | Last of the Summer Wine                 | Norman Clegg            |                                    |
| 1973      | Frankenstein: The True Story            | Priest                  |                                    |
| 1974      | The Pallisers                           | Mr. Bonteen             |                                    |
| 1974      | Who Killed Lamb?                        | Lloyd                   |                                    |
| 1974      | The Capone Investment                   | Wheatfield              |                                    |
| 1976-1978 | The Ghosts of Motley Hall               | Mr Gudgin               |                                    |
| 1978      | The Clifton House Mystery               | Milton Guest            |                                    |
| 1978      | She Loves Me                            | Ladislav Sipos          | TV Movie                           |
| 1978-1980 | Leave It To Charlie                     | Arthur Simister         |                                    |
| 1984      | Strangers and Brothers                  | Leonard March           | 3 Episodes                         |
| 1984-1990 | The Wind in the Willows                 | Rat                     | Voice                              |
| 1987      | The New Statesman                       | Sidney Bliss            | 2 episodes                         |
| 1987      | The Bretts                              | Dr. Woodward            | 1 episode                          |
| 1988-1989 | First of the Summer Wine                | Mr David Clegg          |                                    |
| 1990      | Come Home Charlie and Face Them         | Evan Rhys-Jones         |                                    |
| 1992      | Rumpole of the Bailey                   | Henry Tong              | 1 episode                          |
| 1998      | Rex the Runt                            | Wallace                 | 1 episode                          |
| 2001      | Holby City                              | Lionel Davis            | 1 episode                          |
| 2004      | Doctors                                 | Arthur Weatherill       | 1 episode                          |
| 2009      | Питер Кингдом вас не бросит             | Cyril                   | 1 episode                          |
| 2010      | Wallace and Gromit’s World of Invention | Wallace                 | Voice (Final television role)      |

### Радио
- Рождество Эркюля Пуаро (1986) - Эркюль Пуаро. Адаптация радио BBC.
- Жизнь с Бетти (1986) — Гарольд. На радио ситком впервые транслировался по каналу BBC Radio 2 в 1986 году. BBC Radio 4 Extra – Living with Betty, Episode 2.
- Приключение строителя Норвуда (1993) — Джонас Олдакр[46].

### Видеоигры
- Уоллес и Громит в Проекте Зоопарк (Project Zoo) — Уоллес (голос)
- Уоллес и Громит: Проклятие кролика-оборотня (видеоигра) — Уоллес (голос)